# Svastra petulca
Svastra petulca är en biart som först beskrevs av Cresson 1878.  Svastra petulca ingår i släktet Svastra och familjen långtungebin.

## Underarter
Arten delas in i följande underarter:
- S. p. petulca
- S. p. suffusa

## Bildgalleri

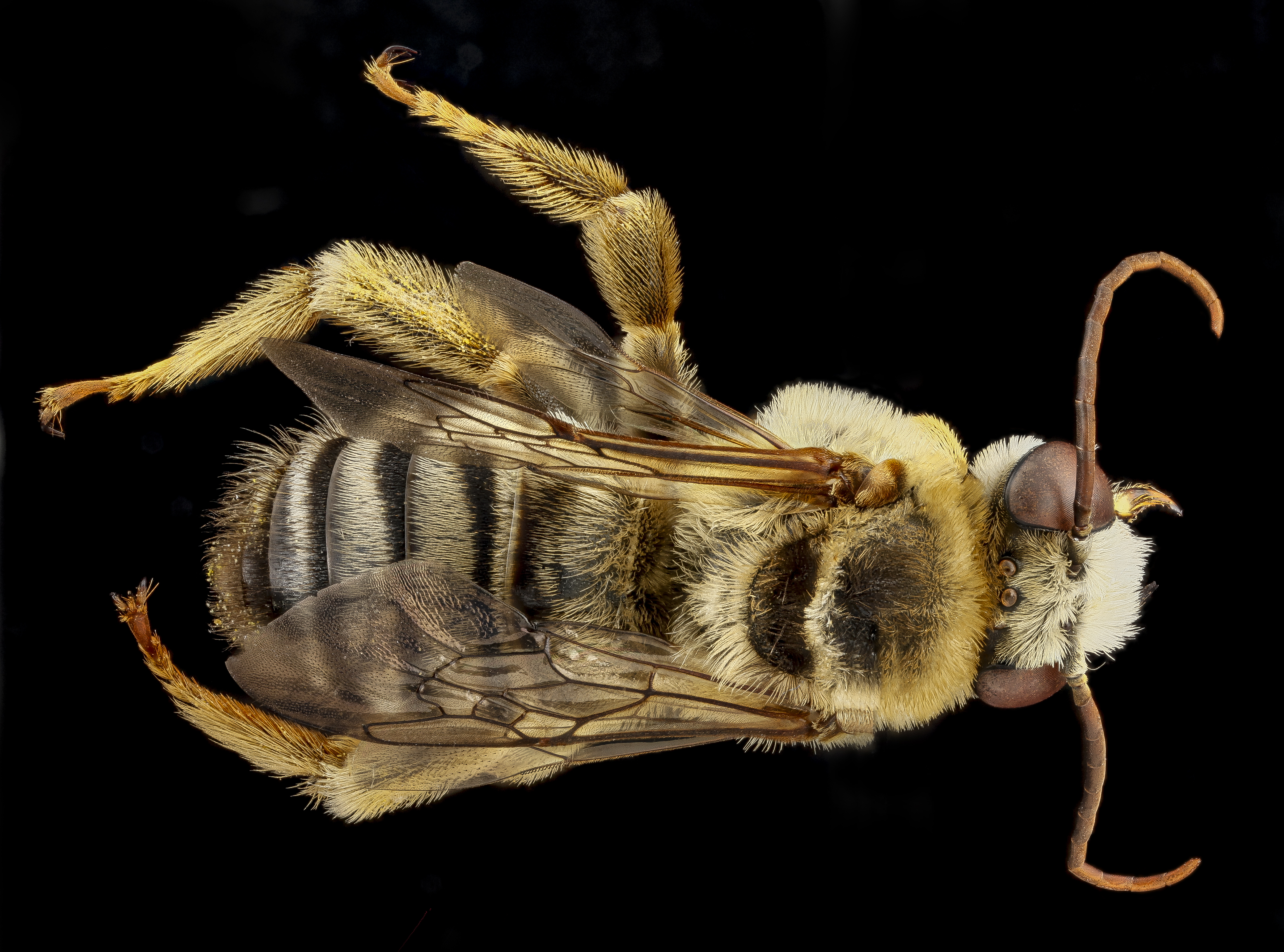
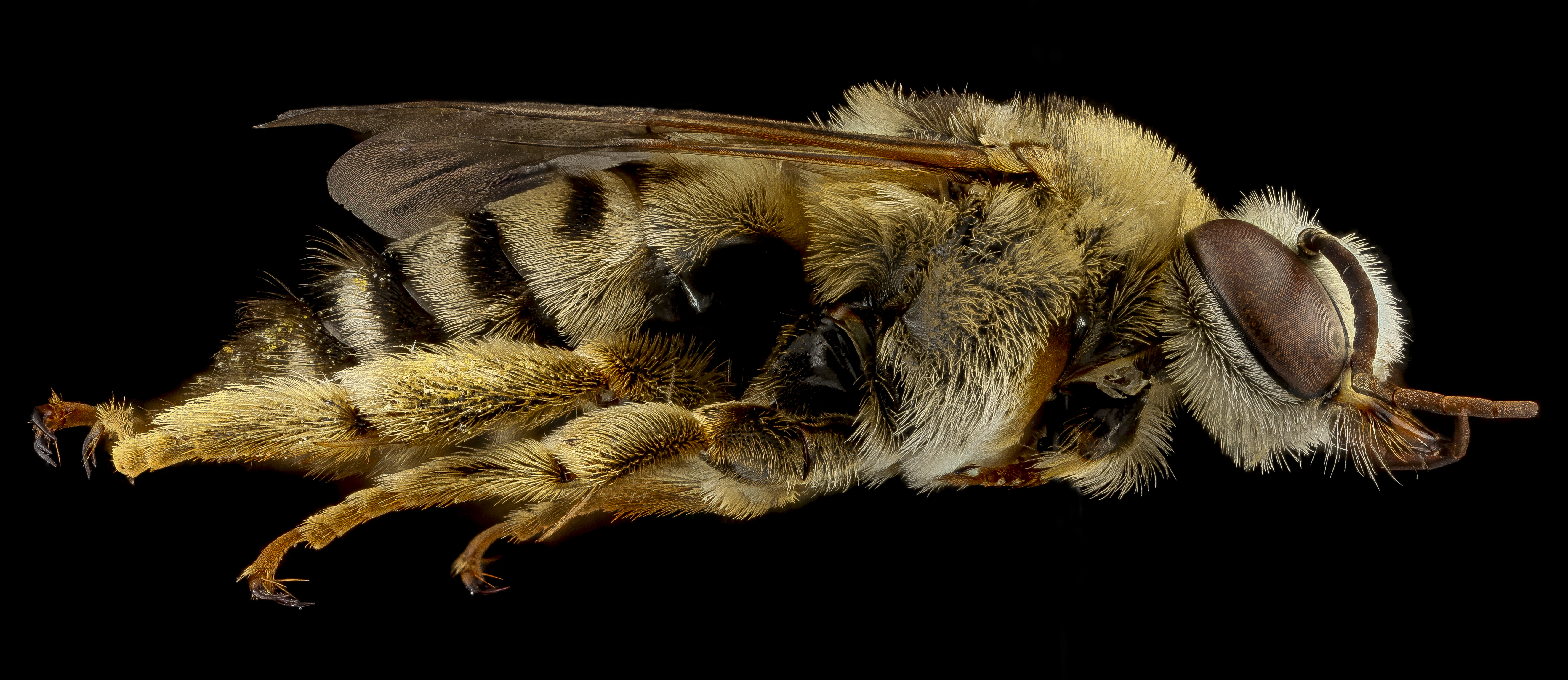